# روي ليزلي
روي ليزلي (بالإنجليزية: Roy Leslie)‏ هو لاعب كرة قاعدة أمريكي، ولد في 23 أغسطس 1894 في بيلي في الولايات المتحدة، وتوفي في 9 أبريل 1972 في شيرمان في الولايات المتحدة.

## وصلات خارجية
- روي ليزلي على موقعبيزبول رفرنس.كوم (الدوري الرئيسي) (الإنجليزية)
- روي ليزلي على موقعبيزبول رفرنس.كوم (الدوري الثانوي) (الإنجليزية)